# Laura Villa

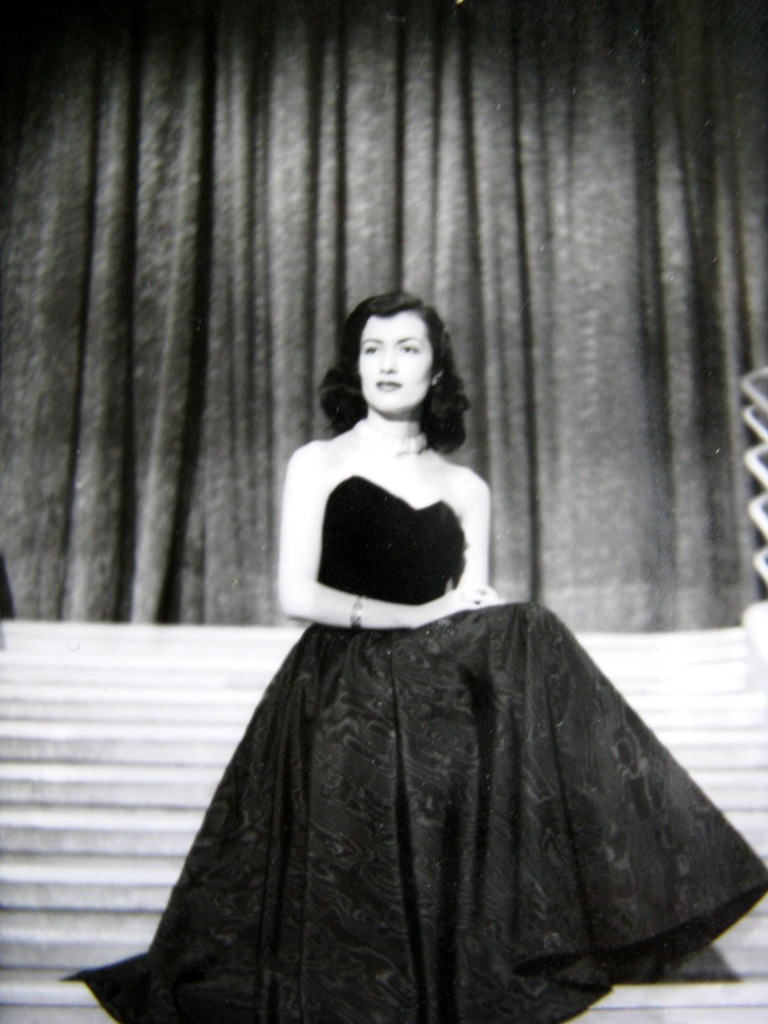
Laura Villa in Francia nel 1950

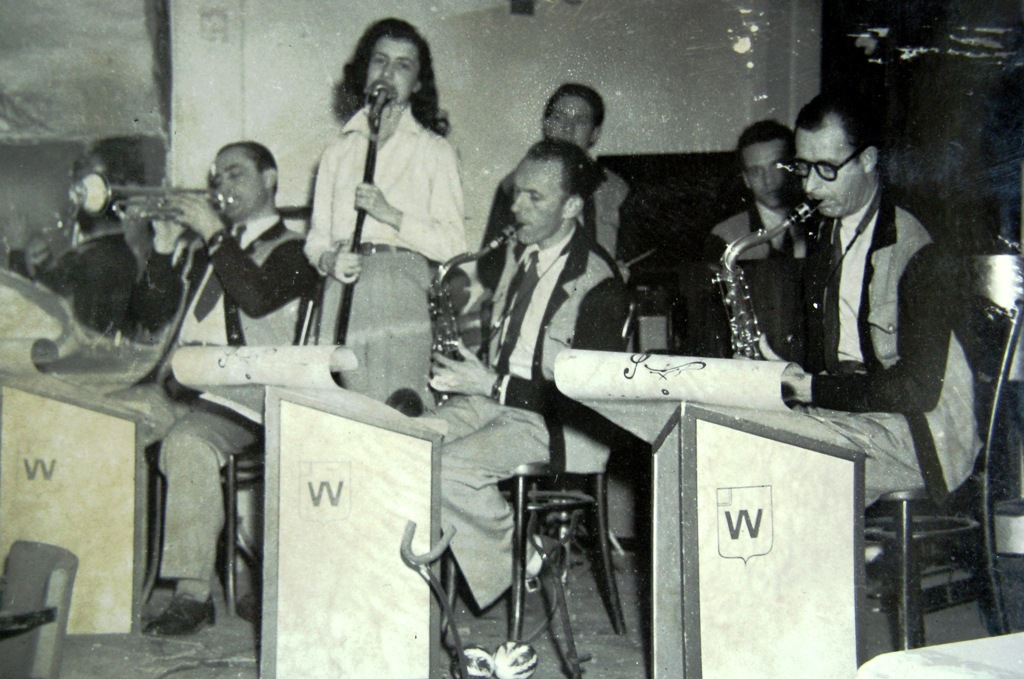
Laura Villa con l'orchestra di Alex Williams negli anni '50

Laura Villa, pseudonimo di Emilia Laura Facetti (Sondrio, 5 febbraio 1930 – 1º luglio 2012), è stata una cantante italiana.

## Biografia
Inizia ad esibirsi in varie orchestre jazz in tutta Italia, tra cui quella del pianista e fisarmonicista Alex Biancheri (che diventerà suo marito), fino ad ottenere un contratto discografico con la Polydor: l'etichetta la lancia come La regina della bossa-nova in Europa, facendole quindi incidere molte cover di canzoni brasiliane, in particolare di Tom Jobim.
Ottiene un buon successo nella seconda metà degli anni cinquanta, arrivando ad esibirsi anche all'Olympia di Parigi.
Nel 1962 incide l'album Laura Villa bossanova, registrato a Parigi con grandi musicisti come Ney De Castro alla batteria ed alle percussioni, Dimas Sedicias al trombone e alle chitarre, Severino De Oliveira detto "Sivuca" alla fisarmonica (oltre al marito alle tastiere): tra le canzoni, oltre ad alcune cover come Corcovado, Desafinado, Chega de saudade, Barquinho (di Roberto Menescal) e Samba de uma nota, "Corcovado" e "Chega de saudade",vi sono anche alcuni originali, come Rosinha, scritta da Sivuca e O vento e O Bossa nova, scritti da Biancheri che usa lo pseudonimo Paco Garro.
Quest'album è il primo disco di musica brasiliana realizzato da un'artista italiana.
I suoi dischi vengono anche pubblicati fuori dall'Italia, in Francia, Svizzera e Canada. Tra i suoi successi in lingua francese, Je m'ennuie e Pas de larmes.
Partecipa al Festival di Sanremo 1964 con Sole sole  (in abbinamento con i Los Hermanos Rigual), di cui inciderà anche una versione Sarah Vaughan.
Si ritira dall'attività a metà degli anni sessanta, trasferendosi in un paese nei pressi di Sanremo dove è deceduta il 1º luglio 2012.

## Discografia parziale

### 33 giri
- 1962: Laura Villa bossanova (Polydor)

### 45 giri
- 1963: Un poncho e un sombrero/Soltanto samba (Polydor, NH 54 718)
- 1963: Che ti succede corazon/I treni (Polydor, NH 54 719)
- 1964: Sole sole/Io e te soli (Polydor, NH 54 776)
- 1964: I giovani/Sui gradini di una scala (Polydor, NH 54 804)

### CD
- 2009 - Riedizione in edizione limitata del 33 giri "Laura Villa bossanova" - Vadim Music /fiche.php?id=436